# Shin Dong-mi
Yoo Ha-jin (en hangul, 유하진) conocida artísticamente como Shin Dong-mi (en hangul, 신동미, RR: Sin Dong-mi), es una actriz surcoreana.

## Biografía
Estudió en la Universidad de Dankook.
El 8 de diciembre de 2014 se casó con el artista musical Heo Gyu en el hotel Westin Chosun en Seúl.
En 2019 reveló que un año atrás durante un chequeo le habían encontrado un tumor maligno y que había sido diagnosticada con cáncer, por lo que había estado cuidando de su salud.

## Carrera
Es miembro de la agencia "Starhaus Entertainment".
En 2003 se unió al elenco recurrente de la serie 1% of Anythingm donde dio vida a Heo Yoo-kyeong, una staff del Hotel Emerald.
En 2007 apareció en la serie A Happy Womanm donde interpretó a Huh Jong-mi, la amiga de Lee Ji-yeon (Yoon Jung-hee).
En julio de 2012 se unió al elenco de la serie Golden Timem donde dio vida a la doctora Jo Dong-mi, un miembro del departamento de neurocirugía.
En mayo de 2015 se unió al elenco recurrente de la serie Ex-Girlfriend Clubm donde interpretó a Kim Soo-kyung, la hermana mayor de Kim Soo-jin (Song Ji-hyo).
Ese mismo año realizó una aparición especial en la serie Hello Monsterm donde dio vida a Yang Eun-jung, la tía de Cha Ji-an (Jang Na-ra).
En septiembre del mismo año se unió al elenco recurrente de la serie She Was Prettym donde interpretó a Cha Joo-young, un miembro de la revista "The Most".
En diciembre del mismo año se unió al elenco principal de la serie Witch's Castle (también conocida como "The Three Witches")m donde dio vida a Gong Se-shil, la cuñada de Oh Dan-byul (Choi Jung-won).
En 2016 apareció como parte del elenco recurrente de la serie Cinderella with Four Knightsm donde interpretó a Park Ok-seon, la fallecida madre de Eun Ha-won (Park So-dam), quien muere mientras intentaba salvar a la madre de Kang Ji-woon (Jung Il-woo). En septiembre del mismo año se unió al elenco recurrente de la serie The K2m donde dio vida a Kim Dong-mi, la secretaria personal de Choi Yoo-jin (Song Yoon-ah) y su mano derecha.
En 2017 apareció en la serie Radiant Officem donde interpretó a la nueva prometida del exesposo de Jo Seok-kyung (Jang Shin-young). En octubre del mismo año se unió al elenco recurrente de la serie Avengers Social Clubm donde dio vida a Han Soo-ji, la madre biológica de Lee Soo-gyum (Jun).
En enero de 2019 se unió al elenco recurrente de la serie Liver or Diem donde interpretó a Kan Boon-shil, la esposa de Lee Poong-sang (Yoo Jun-sang) y madre de Lee Joong-yi (Kim Ji-young). Ese mismo año se unió al elenco recurrente de la serie Doctor Johnm donde dio vida a Chae Eun-jeong, una enfermera en un centro de cuidados paliativos cuya hija es asesinada.
El 22 de febrero de 2020 se unió al elenco principal de la serie Hi Bye, Mama!m donde interpretó a Go Hyun-jung, la mejor amiga de Cha Yoo-ri (Kim Tae-hee) y esposa de Gye Geun-sang (Oh Eui-shik), hasta el final de la serie el 19 de abril del mismo año. El 2 de abril del mismo año realizó una aparición especial durante el decimoprimer episodio de la serie Find Me in Your Memorym donde dio vida a Hwang So-sun, una escritora que Yeo Ha-jin admira (Moon Ga-young).
El 6 de julio del mismo año se unió al elenco recurrente de la serie The Good Detective (también conocida como "Model Detective")m donde interpretó a Yoon Sang-mi, es una ex-detective que fue promovida como investigadora de la estación de la policía de "West Incheon", hasta el final de la serie el 25 de agosto del mismo año.
En septiembre del mismo año se unió al elenco recurrente de la serie Record of Youth, donde da vida a Lee Min-jae, la manager del modelo Sa Hye-joon (Park Bo-gum).
En abril de 2022 se unió al elenco principal de la serie It's Beautiful Now, donde da vida a Shim Hae-jun.

## Filmografía
| Año     | Título                                       | Personaje               | Notas                      | Ref.          |
| ------- | -------------------------------------------- | ----------------------- | -------------------------- | ------------- |
| 2001    | Sangdo                                       | -                       |                            |               |
| 2002    | Since We Met                                 | -                       |                            |               |
| 2002    | My Love Patzzi                               | Noh Ji-young            |                            |               |
| 2003    | Country Princess                             | In Moon-go              |                            |               |
| 2003    | 1% of Anything                               | Heo Yoo-kyeong          |                            |               |
| 2003    | Women Next Door                              | -                       |                            |               |
| 2004    | Say You Love Me                              | Enfermera               |                            |               |
| 2004    | Tropical Nights in December                  | Kim Soo-mi              |                            |               |
| 2005    | 5th Republic                                 | Sim Soo-bong            |                            |               |
| 2005    | Young-jae's Golden Days                      | Joo Young-joo           |                            |               |
| 2006    | Drama City - "First Love"                    | -                       |                            |               |
| 2007    | Bad Woman, Good Woman                        | Jang Ji-seon            |                            |               |
| 2007    | A Happy Woman                                | Huh Jong-mi             |                            |               |
| 2007    | New Heart                                    | Jo Min-ah               |                            |               |
| 2007    | Mellow Bare-skin in Outskirts                | -                       | Drama City                 |               |
| 2007    | When Her Star Shines                         | -                       | Drama City                 |               |
| 2008    | You Stole My Heart                           | Jo Min-sun              | 156 episodios              |               |
| 2010    | Grudge: The Revolt of Gumiho                 | Madre de So-yeon        |                            |               |
| 2012    | Ordinary Love                                | Kyung Ja                | Drama Special,1 ep.        |               |
| 2012    | Golden Time                                  | Dra. Jo Dong-mi         |                            |               |
| 2012    | Culprit Among Friends                        | Sun Joo                 | Drama Special, 1 ep.       |               |
| 2013    | Their Perfect Day                            | Yoo Kyung-hwa           | Drama Special , 4 ep.      |               |
| 2013    | Empire of Gold                               | Choi Jeong-yoon         |                            |               |
| 2013    | Haneuljae's Murder                           | In Bun                  | Drama Festival , 1 ep.     | [ 15 ]        |
| 2014    | 12 Years Promise                             | Yeo-ok                  |                            |               |
| 2014    | Steal Heart                                  | Hong Gye-sook           |                            |               |
| 2014    | Family Secret                                | Go Tae-ran              |                            | [ 16 ]        |
| 2015    | Divorce Lawyer in Love                       | Ri Book-nyeo            | Ep. 11                     |               |
| 2015    | Ex-Girlfriend Club                           | Kim Soo-kyung           |                            |               |
| 2015    | Warm and Cozy                                | Directora de la Galería | Aparición especial, ep. 10 |               |
| 2015    | Hello Monster                                | Yang Eun-jung           | Aparición especial         |               |
| 2015    | She Was Pretty                               | Cha Joo-young           |                            |               |
| 2015-16 | Witch's Castle                               | Gong Se-shil            | 122 episodios              |               |
| 2016    | Muhan Company                                | Mrs. Yoo                | 2 episodios                |               |
| 2016    | Cinderella with Four Knights                 | Park Ok-seon            |                            |               |
| 2016    | The K2                                       | Kim Dong-mi             |                            |               |
| 2016-17 | Father, I'll Take Care of You                | Kang Hee-sook           |                            |               |
| 2017    | Radiant Office                               | Prometida               |                            |               |
| 2017    | Children of the 20th Century                 | Choi Jung-eun           |                            |               |
| 2017    | Avengers Social Club                         | Han Soo-ji              |                            |               |
| 2019    | Liver or Die                                 | Kan Boon-shil           |                            |               |
| 2019    | Doctor John                                  | Enfra. Chae Eun-jeong   |                            |               |
| 2020    | ¡Hola y adiós, mamá!                         | Ko Hyun-jung            | 16 episodios               |               |
| 2020    | Find Me in Your Memory                       | Hwang So-sun            | Aparición especial, ep. 11 |               |
| 2020    | The Good Detective                           | Yoon Sang-mi            | 16 episodios               |               |
| 2020    | Record of Youth                              | Lee Min-jae             |                            | [ 17 ]        |
| 2021    | Park Sung Shil's Industrial Death Revolution | Park Sung-shil          | Drama Stage                | [ 18 ]        |
| 2021    | Bossam: Steal the Fate                       | Lady Cho                |                            |               |
| 2022    | It's Beautiful Now                           | Shim Hae-joon           |                            |               |
| 2022    | La vida fabulosa                             | Oh                      |                            | [ 19 ]        |
| 2023    | El abogado de Joseon: la ética               | Señora Hong             |                            | [ 20 ] [ 21 ] |
| 2023-24 | De vuelta en Samdal-ri                       | Cho Jin-dal             |                            | [ 22 ]        |

### Películas
| Año  | Título                                | Personaje                             | Notas                                                                                  | Ref.   |
| ---- | ------------------------------------- | ------------------------------------- | -------------------------------------------------------------------------------------- | ------ |
| 2006 | Don't Look Back                       | -                                     |                                                                                        |        |
| 2008 | Little Prince                         | Eun Hee-soo                           | junto a Tak Jae-hoon, Kang Soo-han, Jo An, Park Won-sang, Lee Ho-jae y Lee Yong-yi     |        |
| 2009 | A Million                             | Profesora An                          | junto a Park Hae-il, Shin Min-ah, Park Hee-soon, Lee Min-ki, Lee Chun-hee y Jung Yu-mi |        |
| 2011 | Drifting Away                         | Mi-seon                               |                                                                                        |        |
| 2012 | Romance Joe                           | Re-ji                                 | junto a Kim Young-pil, Lee Chae-eun, Jo Han-chul, Kim Dong-hyeon y Lee David           | [ 23 ] |
| 2012 | Code Name: Jackal                     | Seon-young                            | junto a Song Ji-hyo, Kim Jae-joong, Oh Dal-su, Han Sang-jin y Kim Sung-ryung           |        |
| 2012 | Don't Cry Mommy                       | Ahn Hye-soo                           |                                                                                        |        |
| 2013 | Novel Meets Movie                     | Young-seon                            |                                                                                        |        |
| 2014 | A Hard Day                            | Hermana de Ko Gun-su                  | junto a Lee Sun-kyun, Cho Jin-woong, Shin Jung-geun, Jung Man-sik y Park Bo-gum        |        |
| 2014 | Santa Barbara                         | Ho-kyung                              |                                                                                        |        |
| 2015 | The Beauty Inside                     | Jefa de departamento                  | junto a Han Hyo-joo                                                                    |        |
| 2015 | Island                                | -                                     |                                                                                        |        |
| 2015 | A Matter of Interpretation            | Yeon-sin                              | junto a Yoo Jun-sang, Kim Kang-hyun y Lee David                                        |        |
| 2016 | Elephant in the Room - "Chicken Game" | Actriz                                |                                                                                        |        |
| 2016 | The Hunt                              | Moon Jeong-sook                       |                                                                                        |        |
| 2016 | The Map Against The World             | Mujer de Yeonju                       |                                                                                        |        |
| 2017 | The Picture - "Lim Dong-mi"           | Kim Mi-seon                           | Cameo                                                                                  |        |
| 2019 | The Package                           | -                                     |                                                                                        |        |
| 2019 | A Boy and Sungreen                    | Madre de Bo-hee                       | junto a Ahn Ji-ho, Kim Joo-ah, Seo Hyun-woo y Kim Hyun-bin                             |        |
| 2019 | Sub-zero Wind                         | Eun-suk                               |                                                                                        |        |
| 2020 | The Golden Holiday                    | Mi-Yeon                               | junto a Kwak Do-won, Kim Dae-myung, Kim Sang-ho, Kim Hee-won y Shin Seung-hwan         |        |
| 2020 | Me and Me                             | Jeon Ji-hyun                          | junto a Cho Jin-woong, Bae Soo-bin, Jung Hae-kyun, Jang Won-young y Lee Sun-bin        | [ 24 ] |
| 2020 | Si, Nario                             | Voz de la líder del equipo de webtoon |                                                                                        |        |

### Programas de variedades
| Año  | Título                                           | Notas                                              |
| ---- | ------------------------------------------------ | -------------------------------------------------- |
| 2019 | Same Bed, Different Dreams 2: You Are My Destiny | (ep. 91-110) - miembro - junto a su esposo Heo Gyu |
| 2021 | Running Man                                      | (ep. #540) - invitada                              |

### Teatro / Musicales
| Año  | Título          | Personaje  | Notas     |
| ---- | --------------- | ---------- | --------- |
| 2004 | 테세우스        | 아리아드네 | (musical) |
| 2009 | 여보 고마워     | -          |           |
| 2011 | 파라다이스 티켓 | 호순       | (musical) |

### Anuncios
| Año  | Título                                 | Notas |
| ---- | -------------------------------------- | ----- |
| 2017 | 삼성카드 다이렉트 오토                 |       |
| 2016 | 가네진                                 |       |
| 2010 | 삼성카드 Why Not?                      |       |
| 2002 | SK 네이트 드라이브 모르는 길 편 - 여자 |       |

## Discografía
| Año | Título          | Notas           |
| --- | --------------- | --------------- |
| -   | Dream of a Doll | junto a Heo Gyu |

## Premios y nominaciones
| Año  | Premio                    | Categoría                                                  | Trabajo                             | Resultado | Ref.   |
| ---- | ------------------------- | ---------------------------------------------------------- | ----------------------------------- | --------- | ------ |
| 2007 | KBS Drama Award           | Excellence Award, Actress in a One-Act/Special/Short Drama | Drama City - "When Her Star Shines" | Nominada  |        |
| 2015 | MBC Drama Award           | Best Supporting Actress in a Miniseries                    | She Was Pretty                      | Nominada  |        |
| 2016 | 3rd Wildflower Film Award | Best Actress                                               | A Matter of Interpretation          | Nominada  |        |
| 2017 | MBC Drama Award           | Golden Acting Award, Actress in a Weekend Drama            | Father, I'll Take Care of You       | Ganadora  | [ 25 ] |
| 2019 | KBS Drama Award           | Netizen Award, Actress                                     | Liver or Die                        | Nominada  |        |
| 2019 | KBS Drama Award           | Best Couple Award (junto a Yoo Jun-sang)                   | Liver or Die                        | Ganadores |        |
| 2019 | KBS Drama Award           | Best Supporting Actress in Mid-Length Drama                | Liver or Die                        | Ganadora  | [ 26 ] |